# Anaene improspersa
Aclytia improspersa là một loài bướm đêm thuộc phân họ Arctiinae, họ Erebidae.